# سوق اللحوم: لحم الأنثى في ظل الرأسمالية
(سوق اللحوم: لحم الأنثى في ظل الرأسمالية) هو كتاب للصحفية والكاتبة والناشطة السياسية لوري بيني والذي وصفته بأنه «كتيب تنظيري شعبي نسوي مناهض للرأسمالية».

## الخلفية
الكتاب ينتقد «الآلة الرأسمالية المستمدة من النظام الأبوي»، وجنسنة المرأة (طبع المرأة بطابع جنسي)، والقوالب النمطية للجنس، والنظام الاقتصادي الرأسمالي، والذي يرسخ للتمييز تجاه المرأة.
المقدمة: أجسام مُسلَّعة - تعطي (بيني) صورة عامة عن اللحم الأنثوي والذي تحول موردًا وسلعة، في نفس الوقت الذي تقوم فيه النساء بدور المستهلك الأكبر. تقول (بيني) إن هذا الكتاب «محاولة للتعرف على بعض الأساليب التي يتم بها تهميش جسد المرأة وضبطه في ظل الرأسمالية المتأخرة».
الفصل الأول: تشريح للبرودة الجنسية المعاصرة – تبدأ (بيني) حكايتها بمناقشة الصعود المفترض لـ (ثقافة الانحلال) ممثلة في الإباحية التجارية، وتقول (بيني) كيف أنه منذ أن أصبح للجنس سوق، فإن كثيرًا من الإعلانات قد تم جنسنتها، إلا أن السلع الجنسية التي يتم بيعها للبشر هي بمثابة صورة مصطنعة وغير حقيقية للجنس والنشاط الجنسي. كذلك فإن الجنس الحقيقي يمثل تهديدًا بالنسبة لرأس المال، لأنه لا يمكن تسليعه وإنتاجه بكميات كبيرة وبيعه.
الفصل الثاني: أخذ مساحة – تركز (بيني) في هذا الفصل على اضطرابات الأكل، وعلى الأخص اضطراب فقدان الشهية، عن طريق تسليط الضوء على قصتين لامرأتين في مقتبل العمر لهما شهادة معاكسة للفكرة الشائعة حول اضطراب فقدان الشهية، فبدلًا من أن تكون الفتاتان قد امتنعتا عن الأكل ودخلتا في هذا الاضطراب الغذائي من أجل التوافق مع معايير الجمال، فقد اعترفتا بأن ما كان يحركهما عند امتناعهما عن الغذاء هو الرغبة في أن تصبحا قبيحتين وبعيديتين عن معايير الأنوثة.
الفصل الثالث: رأس المال الجندري – ترفض (بيني) الفكرة القائلة بجوهرية الجسد الأنثوي في تعريف النسوية، وترفض الأفكار التي تفسر سلوك الأفراد المتحولين جنسيًا بأنهم إما رجال يريدون أن يختبروا مساحات أنوثة جديدة، أو أنهم مثليون جنسيون مكبوتون يفضلون أن يغيروا جندرهم عن أن يدخلوا مباشرة في علاقات مثلية جنسية مع من يشبهونهم في الجنس.
الفصل الرابع: عمل قذر – تشرح (بيني) كيف أن الرأسالمية أساسية في تهميش العمل المنزلي، حيث أصبح العمل المنزلي بمثابة حيزًا أو فضاءً خاصًا قاصراً على المرأة وقاصراً لها في نفس الوقت. وتستأنف (بيني) حديثها لتشرح كيف أن رفض الرجل لأن يجيد الأعمال المنزلية لا يأتي فقط على المرأة بالضرر بقصرها على الأنشطة التقليدية، ولكنه كذلك يمنع الرجل من القدرة على تحقيق الاستقلالية إذ يظل محتاجًا للمرأة في ذلك.